# Новологиново (Большереченский район)
Новоло́гиново — село в Большереченском районе Омской области. Административный центр Новологиновского сельского поселения.

## История
Основано в 1872 году. В 1928 году село Ново-Логиново состояло из 137 хозяйств, основное население — русские. В административном отношении являлось центром Ново-Логиновского сельсовета Евгащинского района Тарского округа Сибирского края.

## Население
| 1926 | 2002  | 2010 | 2021 |
| ---- | ----- | ---- | ---- |
| 652  | ↗1013 | ↘851 | ↘684 |

## Улицы
- ул. Береговая,
- ул. Лесная,
- ул. Советская,
- ул. Школьная,
- ул. Юбилейная.
- Ул. Молодежная
- Ул. Заречная